# Hyloniscus kossovensis
Hyloniscus kossovensis là một loài chân đều trong họ Trichoniscidae. Loài này được Pljakic miêu tả khoa học năm 1977.